# Vén (kereszténység)
A vén az Újszövetségben és egyes keresztény felekezetekben a helyi gyülekezet egyik vezetője vagy olyan személy, aki felelősségteljes és tekintélyes pozíciót tölt be egy keresztény csoportban.
Egyes keresztény egyházakban (pl. ortodox kereszténység, római katolicizmus, anglikanizmus, metodizmus) a vén egy felszentelt személy, aki egy helyi gyülekezetet vagy egyházat szolgál, és akit ige-, szentség- és rendi szolgálatra szenteltek fel, betöltve a tanítást és a lelkipásztori szolgálatot. Más keresztény egyházakban (pl. presbiterianizmus, Krisztus Egyházai, Plymouth testvérek ) a vén lehet laikus is, aki adminisztrátorként szolgál a helyi gyülekezetben, vagy felszentelhető és tanít a közösségi összejöveteleken vagy lelkipásztori szerepet tölt be. Különbséget tesznek felszentelt vének és laikus vének között.

## Újszövetség
Az Újszövetségben a véneket számos újszövetségi ige említi. A kifejezés egy helyi keresztény gyülekezet vezetőjét jelöli. A "vén" kifejezést nem feltétlenül különböztetik meg más, az egyházi tisztviselőkre használt címektől. Valójában a gyülekezeti vént püspöknek (episcopos) is hívják, és hivatala magában foglalja „Isten Egyházának pásztorolását” (ApCsel 20,28). Ezért ebben az értelemben egyben lelkipásztor is.
A mai kereszténység különböző hagyományai eltérően fordítják a görög kifejezést, attól függően, hogy a szerepről milyen doktrinális vagy gyakorlati felfogásuk van.
Az Újszövetség három szót is használ e vezetői pozíció különböző aspektusainak leírására: 
- „presbiter”, görög presbuteros (πρεσβύτερος) – ez a vénekre vonatkozó, leggyakrabban használt kifejezés az Újszövetségben, amely a presbus, idős(ebb) kifejezésből ered.[3]
- „felvigyázó”, görög episzkoposz (ἐπίσκοπος), amit gyakran püspöknek fordítanak,
- „pásztor”, görög poimen (ποιμήν).

Péter apostol a három fogalmat egy részletben összevonja: „Az elöljárókat (véneket), akik köztetek vannak, kérem .. legeltessétek Isten rátok bízott nyáját, viseljétek gondját.."  

## Egyházanként, vallási irányzatokként
A protestantizmusban az evangélikus és a református egyházak egy presbiteri tanácsra bízzák a plébániák irányítását. A "presbiteri tanácsos" kifejezés az evangélikus és református egyházakban általánosan használt a "vén" kifejezés helyett.

### Baptizmus
Történelmileg a baptista egyházak nem ismerik el a vént a lelkészi vagy diakónusi hivataltól különálló szerepkörként; általában a diakónus vagy a lelkész szinonímiájaként hívják.
Sok baptista gyülekezet van, amelyet vének vezetnek.
A laikus vént "papnak" nevezik, különösen Amerikában.

### Evangélikus egyház
A vén az evangélikus egyházban laikus szolgálatot teljesít, aki a gyülekezet adminisztratív ügyeivel foglalkozik. Sok gyülekezetben a vének feladata a pásztor felügyelete is, de csak azt a felügyeletet gyakorolják, amely a gyülekezetben minden keresztényt megillet. A szentségek (úrvacsora és keresztség) ellátásában is segítik a pásztort.

### Hetednapi adventisták
A „vén” kifejezés a helyi gyülekezeti vénekre és az evangélium felszentelt szolgáira egyaránt vonatkozik. 

### Jehova Tanúi
A Jehova Tanúi között a vén a gyülekezet tanítására kinevezett férfi. „Felvigyázónak” is nevezik.
A vezetőség egy vénekből álló testület, amely felügyeli a gyülekezet tevékenységeit.

### Katolicizmus
A katolicizmusban a vén az egyházi rendben a püspök és a diakónus (szerpap) között helyezkedik el. Ők a tisztségre a görög eredetű presbiter vagy magyar áldozópap szót használják.

### Krisztus Egyházai
A magukat Krisztus Egyházaiként emlegető felekezet hívei úgy vélik, hogy a helyi gyülekezeteket több, bibliai képesítésű vénnek kell vezetnie.

### Metodizmus
A vén, akit néha „presbiternek” is neveznek, olyan valaki, akit egy püspök felszentelt az Ige, a szentség és a vallási szolgálat ellátására.  Feladatuk a prédikáció és tanítás, a gyülekezet lelkipásztori vezetése általi igazgatása, a gondjaik alatt álló gyülekezetek vezetése a világ felé irányuló szolgálatban.

### Presbiterianizmus
A vének „felszentelt laikusok” és ők alkotják a gyülekezetük vezető tanácsát.